# Constituția septenară

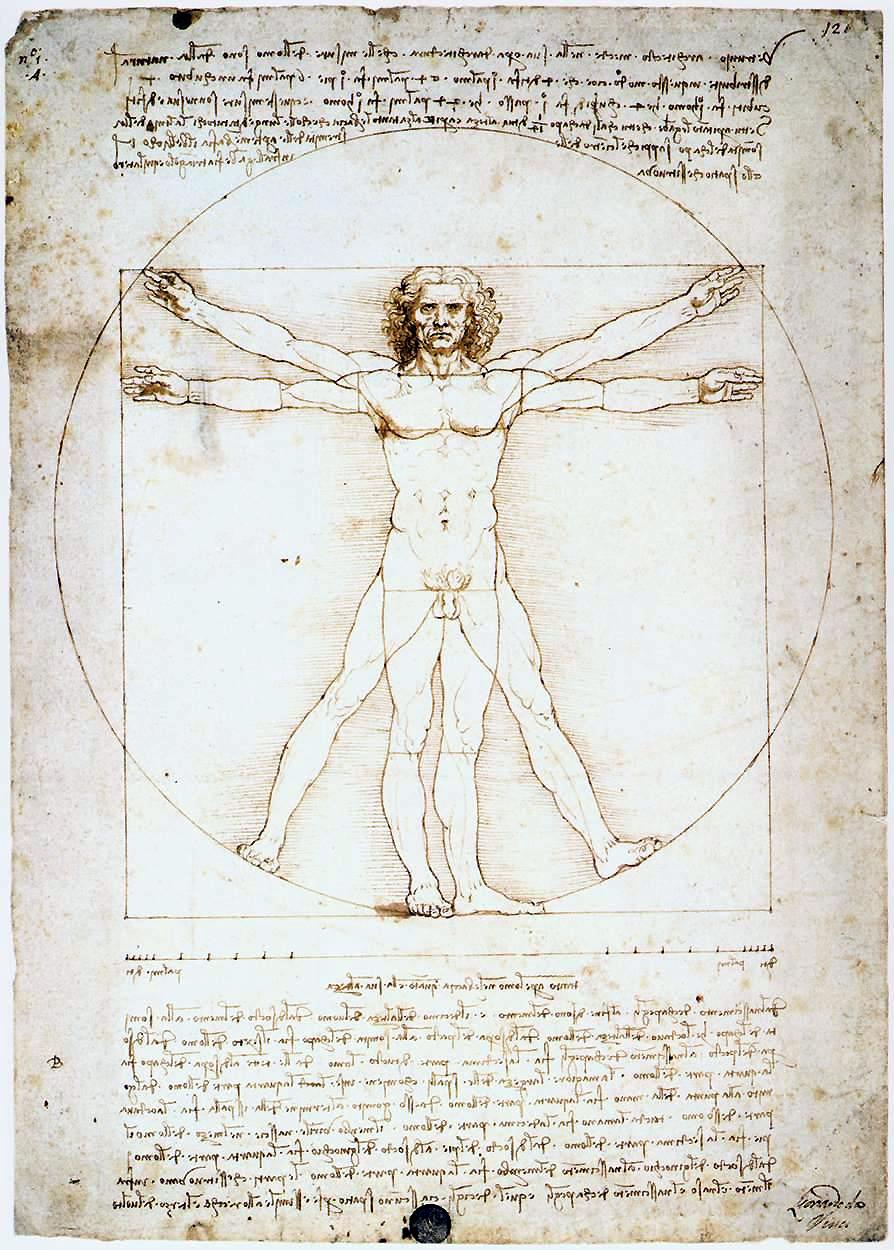
Omul Vitruvian, realizat de Leonardo da Vinci

Potrivit diferitor autori, aparținând mai multor civilizații care s-au manifestat de-a lungul istoriei în diferite locuri (cum ar fi civilizația egipteană, hinduismul sau alchimia și teosofia), constituția septenară, sau cele șapte principii, reprezintă, colectiv și individual, elementele sau esențele primordiale din care sunt formate toate lucrurile. Acestea desemnează cele șapte aspecte individuale și fundamentale ale realității unice universale, atât în cosmos, cât și în fiecare ființă vie. De aici vin cele șapte aspecte manifestate în ființa umană. Este vorba de împărțirea Naturii în șapte „planuri de manifestare”.
Conform Elenei Petrovna Blavatsky (1831-1991), aceste principii nu trebuie privite ca entități separate, dispuse concentric, deoarece ele se întrepătrund, păstrându-și totodată identitatea. Fiecare vehicul îl susține pe cel imediat următor.
Blavatsky împarte cele șapte principii în două grupuri: o Triadă Superioară și un pătrat inferior. Ea folosește cuvintele sanscrite din sistemul hinduist. De asemenea, diverși autori pun fiecare dintre aceste principii în legătură cu drumuri de evoluție umană distincte.
Triada superioară, individul, individualitatea nemuritoare, „fără formă” (a-rupa, în sanscrită), este alcătuită din:
- Atma (Monada, Voința)
- Budhi (Intuiția, Inteligența)
- Manas (Mintea Pură)

Pătratul inferior, personalitatea efemeră, „cu formă” (sa-rupa), este alcătuită din patru principii inferioare:
- Kama-manas („mintea dorințelor”)
- Linga-sharira (psihicul, corpul astral)
- Prana-sharira (corpul vital, energia care pătrunde în aerul inspirat și dă viață corpului)
- Stula-sharira (corpul fizic)[7]

Potrivit lui Blavatsky, triada și pătratul sunt unite pe timpul vieții fizice prin antahkarana, cuvânt sanscrit pe care aceasta îl numește „firul de argint”. Antahkarana a mai fost tradus și prin „punte” sau „cale”, aflată între Eul inferior sau Kama-manas și Eul superior sau Manas din om, fiind pusă în legătură cu funcția rațiunii.

## Denumiri tradiționale

### În natură
- spirit sau purusha

1. logos nemanifestat sau atma
2. ideație universală sau budhi
3. manas

- materie sau prakriti

1. energie cosmică (haotică) sau kama-manas
2. ideație astrală sau linga-sharira
3. energie vitală sau prana-sharira
4. pământ sau stula-sharira

### În ființa umană
- triada superioară

1. atma sau monada
2. budhi sau corpul intuitiv (intuiție)
3. manas sau corpul mental

- pătratul sau personalitatea

1. kama-manas, sau corpul mental al dorințelor, sau mentalul concret
2. linga-sharira (corpul astral), psihicul sau corpul emoțional
3. prana-sharira sau corpul vital
4. stula-sharira sau corpul etero-fizic (corpul uman)

| G25 |

| G25 |

| G53 |

| G53 |

| F34 |

| F34 |

| D28 |

| D28 |

| F4 |

| F4 |

## Triada
- Atma, eul suprem, spiritul
- Budhi sau sufletul, intuiția
- Manas, mintea sau intelectul, esența mentală. Este facultatea mentală care îl face pe om o ființă inteligentă și morală și îl distinge de animal. Sinonim cu mahat.[8]

## Pătratul
- Manas inferior, inteligența cerebrală sau concretă sau kama-manas (mintea dorințelor).[9]
- Corpul astral,  umbra sau dublul eteric al omului sau animalului, linga-sharira. În alte clasificări, centrul dorințelor sau al pasiunilor animale (kamarupa) sau o punte de comunicare între suflet și corp, conform lui Annie Besant (1847-1933).[10]
- Corpul energetic sau Prana, manifestat sub formă de căldură, culoare, tonus muscular și curenți electrici. Reprezintă viața sau principiul vital.
- Corpul etero-fizic, corpul dens sau fizicul integrat de materie sau substanță și formă care ordonează particulele din respectiva substanță. Modelat conform linga-sharira (corpul simbolic).

## Diviziunea pătrată a sistemului taraka-raja-yoga
- extazul transcendental sau spiritul
- somnul profund fără vise sau sufletul spiritual
- somnul cu vise sau sufletul animal și intelectual
- starea de veghe, corpul fizic

## Diviziunea vedantă
Doctrina vedantă definește 5 koshas sau învelișuri. Atman, fiind universal, nu este considerat principiu uman. Aceste ,,învelișuri” ale ființei sunt considerate iluzorii (maya). 
- ananda-maya kosha,  înveliș alcătuit din fericire
- vijnana-maya kosha, înveliș alcătuit din inteligență
- mano-maya kosha, înveliș alcătuit din minte; suflet animal sau kama-manas (și astral)
- prana-maya kosha, înveliș alcătuit din prana (aer)
- anna-maya kosha, înveliș alcătuit din alimente; corpul fizic.

## Constituția septenară în tradiția indiană

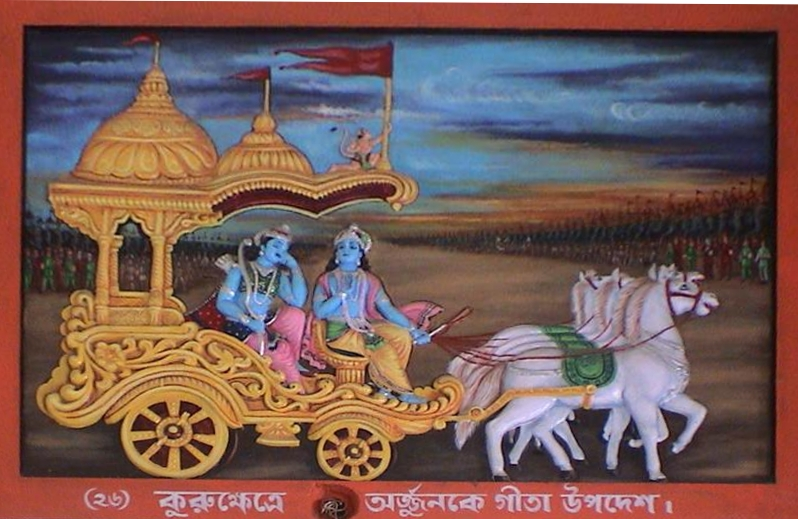
Carul războinicului Arjuna (din Bhagavad Gita) tras de patru cai, pe care anumiți autori îi interpretează ca fiind cele patru aspecte ale personalității efemere.

În Bhagavad Gita, scriere care face parte din grandioasa epopee hindusă Mahabharata, Zeul Krishna menționează că Natura se exprimă prin elemente diferite. Carul războinicului Arjuna ar simboliza corpul uman, după cum susține Annie Besant, ar fi un vehicul al monadei și al principiilor care îl întregesc pe om. Cuvântul sanscrit „rath” se poate traduce prin corp uman sau vehicul.
„Atunci, din marele lor car tras de cai albi, Madhava și fiul lui Pandú, suflară în scoicile lor divine.”
Conform teosofului William Quan Judge (1851-1896), Bhagavad Gita poate face referire la evoluția umană, la evoluția universului, la evoluția caracterului moral etc. Prin urmare, s-ar referi la dezvoltarea individuală, în care regele Dritarastra simbolizează corpul uman (care fiind născut orb, ar reprezenta trupul fără duh dătător de viață, materia insensibilă, incapabilă de guvernare). Astfel, el este rege doar cu numele, regent fiind regele Pandu. Kuravașii reprezintă eul inferior (pătratul sau personalitatea), elementele sale materiale, pasionale etc., în timp ce pandavașii  reprezintă Eul superior, elementele spirituale ale individului (Triada).
După brahmanul Subba Row(1856-1890), Arjuna simbolizează monada, ființa umană în realitatea ei esențială. Krishna ar fi reîncarnarea Divinității, Logosul transpus în carne pentru a-l instrui pe om. Bătălia de pe câmpia Kurukshetra simbolizează acea înfruntare dintre puterile inferioare și superioare prezente în ființa umană, dintre acele forțe care ne blochează și ne fixează în materie și cele care ne înalță către iluminarea spirituală - tronul Hastinapurei, războiul dintre kuravași și pandavași.
Mahatma Gandhi, în comentariul său despre Bhagavad-Gita prezintă aceeași idee. Ghandi scria în introducerea sa că nu este vorba de o operă istorică sau de un război material, ci despre o luptă ce se poartă în mod continuu în interiorul ființei umane, este un duel interior. Războiul material e inutil, el aduce nenorociri tuturor, chiar și învingătorilor.
Personalitatea umană este câmpul de luptă, Kurukshetra, locul unde se confruntă aspectele superioare cu cele inferioare. Gandhi vorbea despre Bine și Rău. Kuravașii reprezintă forța Răului, iar Pandavașii forța Binelui.
„Bhagavad Gita nu este un discurs istoric - spune Gandhi. Adesea este nevoie de o reprezentare fizică pentru a demonstra un Adevăr spiritual. Aceasta nu este o descriere a unui război între verișori, ci între cele două naturi ale ființei noastre-Binele și Răul. Eu îl consider pe Duryodhana, împreună cu clanul său, simbolul instinctelor, al impulsurilor inferioare ale omului, iar pe Arjuna și pe susținătorii săi, impulsurile înalte, elevate. Câmpul de luptă este propriul nostru corp.”
Există posibilitatea ca ideea conform căreia caii lui Arjuna ar reprezenta personalitatea, să se datoreze unei idei hinduse în care cele cinci simțiri sunt asemeni unor cai: 
| Sanscrită | IAST | Română |
| --- | --- | --- |
| atmanam rathinam viddhí shariram ratham eva cha buddhim tu sarathim viddhí manaj pragrajam eva cha indriiani jaian ajur visaiams teshu go-charán atmendriia-mano-iuktam bhokteti ajur manisinaj | ātmānaṁ rathinaṁ viddhi śarīraṁ ratham eva ca buddhiṁ tu sārathiṁ viddhi manaḥ pragraham eva ca indriyāṇi hayān āhur viṣayāṁs teṣu gocarān ātmendriya-mano-yuktaṁ bhoktety āhur manīṣiṇaḥ | Sufletul este călătorul corpului material, al carului. Inteligența este totuși cea care conduce. De asemenea, mintea reprezintă frâiele, cu siguranță. Simțurile sunt caii, se spune. Obiectele simțurilor, către ele merg simțurile. Sufletul, ocupat cu mintea și simțurile, se desfată, așa spun gânditorii. |

Acest text provine din Upanishda Katha (1,3,3-4), un text mai vechi decât Mahabharata.

## Constituția septenară în civilizația antică egipteană
1. Shu, sahu sau atmu (monadă)

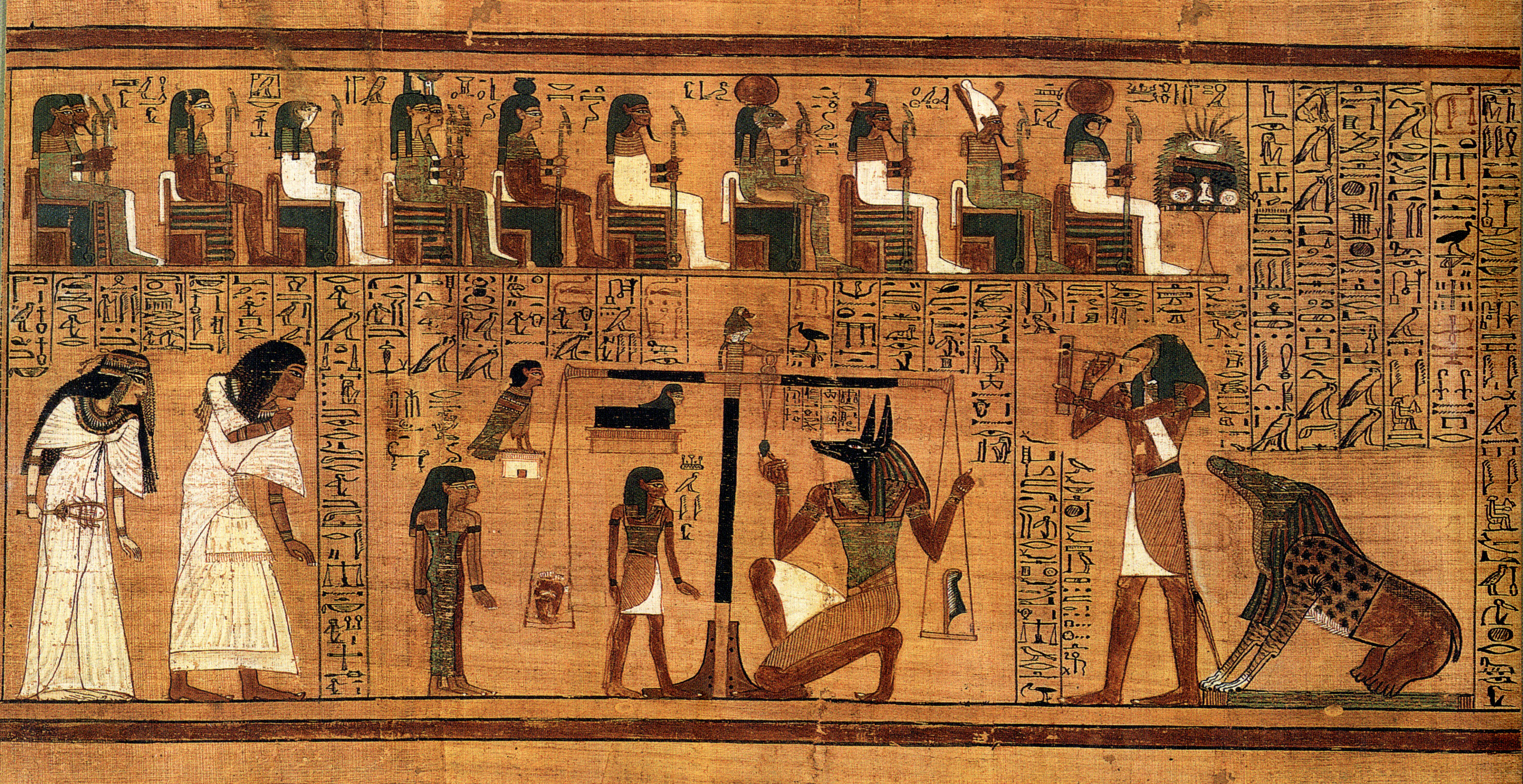
Papirusul lui Ani. Cântărirea inimii din Cartea Locașului Ascuns, 1300 î.e.n, Muzeul Britanic

2. Cheybi, ren sau re (corpul intuitiv)| G25 |
3. Bai, ba (corpul mental)| G53 |
4. Ab-hati, ib sau ab (mintea concretă)| F34 |
5. Kah sau ka (psihic)| D28 |
6. Anch, sheut sau khaibit (corpul vital)
7. Chat, khat sau dyet (corpul fizic)| F4 |

## Cultura Nahuatl
În cultura Nahuatl, sunt considerate fundamentale cele patru direcții ale spațiului sau cele patru puncte cardinale, la fel ca și ideea de centru, jos și sus. Fiecare Tezcatlipoca corespunde uneia dintre direcții: Tezcatlipoca roșu guvernează estul, cel negru nordul, cel alb vestul și cel albastru sudul. Acest simbolism se reflectă în Piatra Soarelui, cu o hieroglifă ce reprezintă centrul, Ollin, o răscruce de drumuri, imagini ale mișcării reprezentate de Jocul de Pelotă, o cruce dinamică. 
Ființa umană este considerată un câmp de bătălie. Omul își dedică viața pentru a reconcilia cele patru principii ale personalității cu realitatea sa spirituală. În cazul în care spiritul câștigă, se spune că omul înflorește. Războiul Înflorit reprezintă un război interior, fiind un ritual în care candidatul (centrul), luptă cu patru războinici, deghizat în jaguar (cele patru puncte cardinale, cele patru petale ale florii, cele patru elemente). Victoria lui reprezintă victoria Spiritului asupra pătratului Personalității, floarea care se deschide. Floarea deschisă reprezintă Sufletul. Zeul Xochipilli este zeul Florilor, reînvierea interiorului. Tezcatlipoca este zeul Războiului Înflorit. Huitzilopochtli este zeul Colibri, zeul Războiului Interior, lupta omului cu personalitatea sa. Cucerirea interiorului elevează Sufletul-Colibri până la fuzionarea acestuia cu Soarele. Războiul Înflorit nu are un obiectiv material, ci unul spiritual.